# Monochamus x-fulvum
Monochamus x-fulvum es una especie de escarabajo longicornio del género Monochamus, familia Cerambycidae. Fue descrita científicamente por Bates en 1884.
Esta especie se encuentra en varios países de África.